# عبدالله بن رواحه

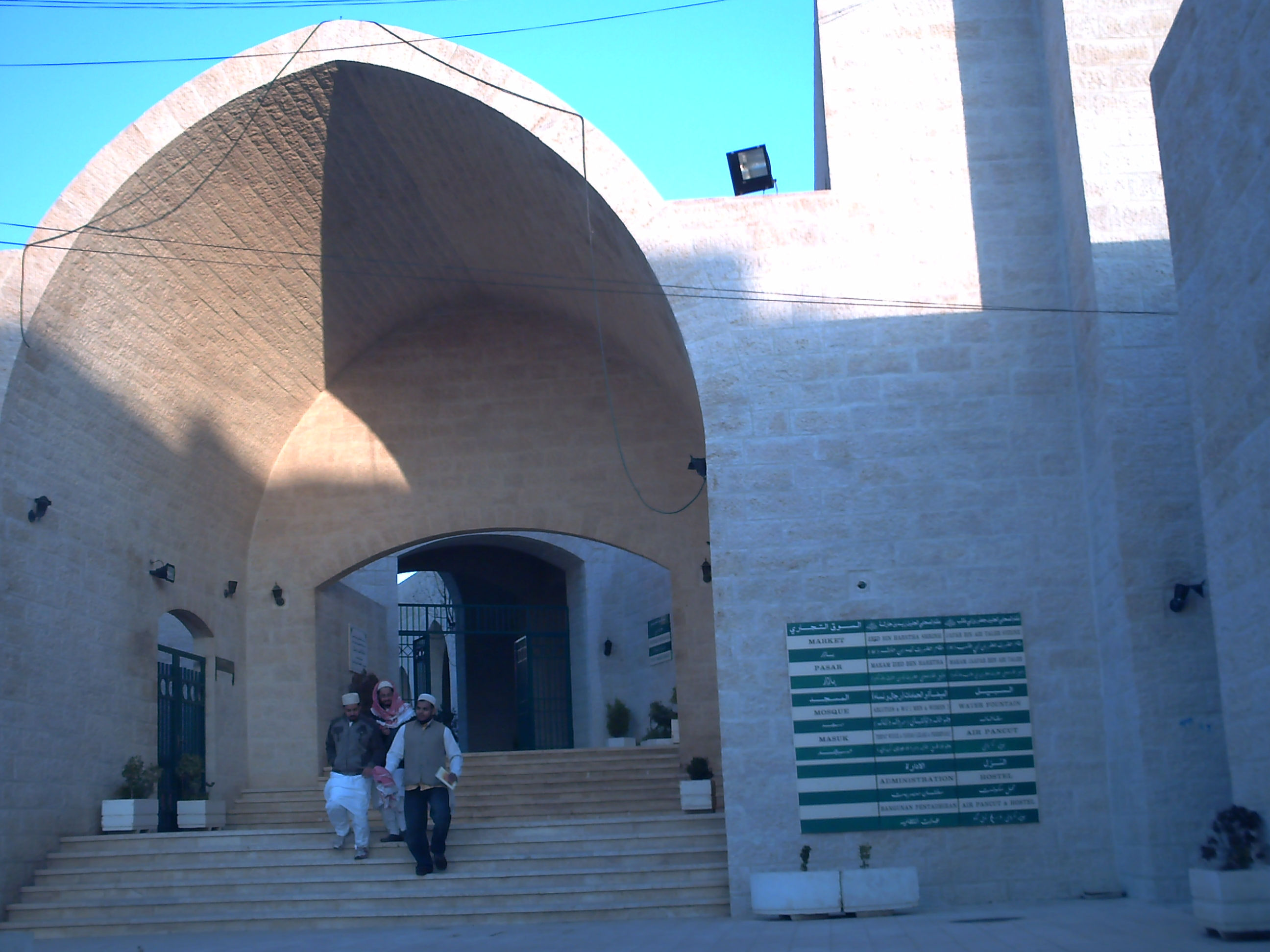
محل نماز اصحاب محمد ص

عبدالله بن رواحه از اصحاب محمد پیامبر اسلام بوده که در جنگ‌های صدر اسلام شرکت داشت و نهایتا با سِمَت فرمانده سوم در جنگ موته به دست رومیان کشته شد.

## زندگی‌نامه
نام کامل وی أبو محمد عبد الله بن رواحة بن ثعلبة الأنصاری الخزرجی بود. وی شاعر و خطیب و مجاهد بود و در سال ۸ هجری قمری درگذشت. بین او و مقداد کندی توسط  محمد عقد اخوت ایجاد شد.